# کاژایوو
کاژایوو (انگلیسی: Kazhayevo) یک شهرک در شهرستان اوچالینسکی استان باشقیرستان کشور روسیه است.